# 土丘博物館
土丘博物館（Museum on the Mound）是蘇格蘭愛丁堡的一座博物館，專門收藏展示有關錢幣和經濟的內容。土丘博物館位於蘇格蘭銀行總部大樓內，年均有超過5萬名遊客。

## 外部連結
- 官方网站